# 同慶帝
同慶帝（どうけいてい、ドンカインてい、Ðồng Khánh、 1864年2月19日 - 1889年1月28日）は、阮朝の第9代皇帝（在位:1885年 - 1888年）。諱は阮福膺豉（Nguyễn Phúc Ưng Thị）、後に阮福膺禟（Nguyễn Phúc Ưng Đường）、阮福昪（Nguyễn Phúc Biện）と改めた。

## 生涯
嗣徳帝の甥にあたり、幼くして伯父の養子となっていた。咸宜帝がフランスに抵抗し、フエの王宮を脱出してジャングルに潜伏したことから、フランスは咸宜帝を廃位し、皇族の中でも親仏派の同慶帝を擁立することとし、1885年に22歳で即位した。1889年に26歳で死去。同慶帝の子（後の啓定帝）は幼少のため、同慶帝の従兄弟にあたる育徳帝の子の成泰帝が帝位を継承することになった。